# Echiodon coheni
Echiodon coheni är en fiskart som beskrevs av Williams, 1984. Echiodon coheni ingår i släktet Echiodon och familjen nålfiskar. Inga underarter finns listade i Catalogue of Life.